# Condylostylus brimleyi
Condylostylus brimleyi är en tvåvingeart som beskrevs av Robinson 1964. Condylostylus brimleyi ingår i släktet Condylostylus och familjen styltflugor.
Artens utbredningsområde är North Carolina. Inga underarter finns listade i Catalogue of Life.